# Heiko Petrick
Heiko Petrick (* 15. Oktober 1971 in Altdöbern) ist ein ehemaliger deutscher Fußballspieler im Mittelfeld. Er spielte für Energie Cottbus in der DDR-Oberliga.

## Karriere
Petrick spielte von 1979 bis 1989 in den Jugendmannschaften der BSG Energie Cottbus. Am 23. Februar 1991 debütierte er für die erste Herrenmannschaft in der DDR-Oberliga, als er am 14. Spieltag bei der 2:1-Niederlage gegen die BSG Stahl Brandenburg in der Startelf stand. Dies blieb sein einziger Einsatz in einer Profiliga. In der folgenden Saison 1991/92 absolvierte Petrick 26 Partien für die erste Mannschaft in der drittklassigen NOFV-Oberliga und erzielte dabei ein Tor. Seit 1992/93 wurde er meist in der Reservemannschaft eingesetzt und kam deswegen nur auf wenige Ligaspiele. 1996 wechselte Petrick zum Spremberger SV 1862 und 1998 zum Kolkwitzer SV, wo er bis 2006 blieb. Anschließend kehrte er für eine Saison zum Spremberger SV 1862 zurück.
Von 2007 bis 2009 wirkte Petrick als Trainer beim Spremberger SV 1862. Danach war er bis 2011 Trainer der SG Sielow.